# 빌 워드
빌 워드(Bill Ward, 1948년 5월 5일 ~ )는 잉글랜드의 음악가이다.